# 日本鋳造工学会
公益社団法人日本鋳造工学会（にほんちゅうぞうこうがくかい、英語: Japan Foundry Engineering Society (JFS)）は、日本の学術研究団体の一つ。

## 概要
1932年5月29日設立。学術研究団体としての種別は単独学会。
材料工学を学術研究領域とし、鋳造工学に係る学術及び技術の振興を図り、日本および世界のものづくり基盤産業の発展に寄与し、社会の豊かな生活を実現することを目的としている。
国内においては日本工学会に、国際学術連合体としては世界鋳造技術機構（World Foundry Organization)、アジア鋳物会議に加入している。

## 沿革
- 1932年 - 社団法人日本鋳物協会設立。
- 1995年 - 社団法人日本鋳造工学会に改称。
- 2011年 - 公益社団法人日本鋳造工学会へ移行。

## 刊行物

### 鋳造工学
- 誌名（和文）：鋳造工学
- 誌名（欧文）：Journal of Japan Foundry Engineering Society
- 創刊年：1929
- 資料種別：ジャーナル（査読付き論文を含む）
- 使用言語：日本語（英文抄録あり）
- 発行形態：印刷体
- 著作権帰属先：学会
- クリエイティブコモンズ：定めていない
- 購読：有料

### 全国講演大会講演概要集
- 誌名（和文）：全国講演大会講演概要集
- 誌名（欧文）：Reports of the ○○○th JFS Meeting
- 創刊年：1975
- 資料種別：ジャーナル（査読付き論文を含む）
- 使用言語：日英混在
- 発行形態：印刷体
- 著作権帰属先：学会
- クリエイティブコモンズ：定めていない
- 購読：有料

### 研究報告書
- 誌名（和文）：研究報告書
- 誌名（欧文）：-
- 創刊年：1968
- 資料種別：研究報告・技術報告
- 使用言語：日英混在
- 発行形態：印刷体
- 著作権帰属先：学会
- クリエイティブコモンズ：定めていない
- 購読：有料

### 技術講習会テキスト
- 誌名（和文）：技術講習会テキスト
- 誌名（欧文）：-
- 創刊年：1970
- 資料種別：会議録・要旨集
- 使用言語：日本語のみ
- 発行形態：印刷体
- 著作権帰属先：学会
- クリエイティブコモンズ：定めていない
- 購読：有料